# سغز أباد
سغز أباد (بالفارسية: سگزآباد) هي مدينة تقع في إيران في قسم. يقدر عدد سكانها بـ 4,953 نسمة .